# Novas rimadas
Novas rimadas ("opowieści rymowane") – gatunek literatury staroprowansalskiej i pokrewnych. Były to poetyckie utwory narracyjne, często dydaktyczne, pisane najczęściej 8-zgłoskowcem. Były rymowane parzyście. Do novas rimadas należą m.in. utwory Raimona Vidal de Besalú (m.in. Castia-gilos) oraz Arnauta de Carcases (m.in. Papagei). Gatunek ten był popularny w południowej Francji oraz w Katalonii.